# Квінсбері (Нью-Йорк)
Квінсбері (англ. Queensbury) — місто (англ. town) в США, в окрузі Воррен штату Нью-Йорк. Населення — 29 169 осіб (2020).

## Демографія
Згідно з переписом 2010 року, у місті мешкала 27 901 особа в 11 483 домогосподарствах у складі 7743 родин. Було 12999 помешкань
Расовий склад населення:
| - 96,6 % — білих - 0,9 % — чорних або афроамериканців - 0,9 % — азіатів - 0,2 % — корінних американців |

До двох чи більше рас належало 1,0 %. Частка іспаномовних становила 1,7 % від усіх жителів.
За віковим діапазоном населення розподілялося таким чином: 21,7 % — особи молодші 18 років, 60,5 % — особи у віці 18—64 років, 17,8 % — особи у віці 65 років та старші. Медіана віку мешканця становила 44,7 року. На 100 осіб жіночої статі у місті припадало 92,6 чоловіків;  на 100 жінок у віці від 18 років та старших — 89,2 чоловіків також старших 18 років.
Середній дохід на одне домашнє господарство  становив 90 295 доларів США (медіана — 70 431), а середній дохід на одну сім'ю — 104 912 долари (медіана — 81 161). Медіана доходів становила 60 491 долар для чоловіків та 41 969 доларів для жінок. За межею бідності перебувало 6,8 % осіб, у тому числі 7,7 % дітей у віці до 18 років та 7,2 % осіб у віці 65 років та старших.
Цивільне працевлаштоване населення становило 14 207 осіб. Основні галузі зайнятості: освіта, охорона здоров'я та соціальна допомога — 29,8 %, роздрібна торгівля — 12,2 %, мистецтво, розваги та відпочинок — 12,0 %.